# Edward Clancy
Pour les articles homonymes, voir Clancy.

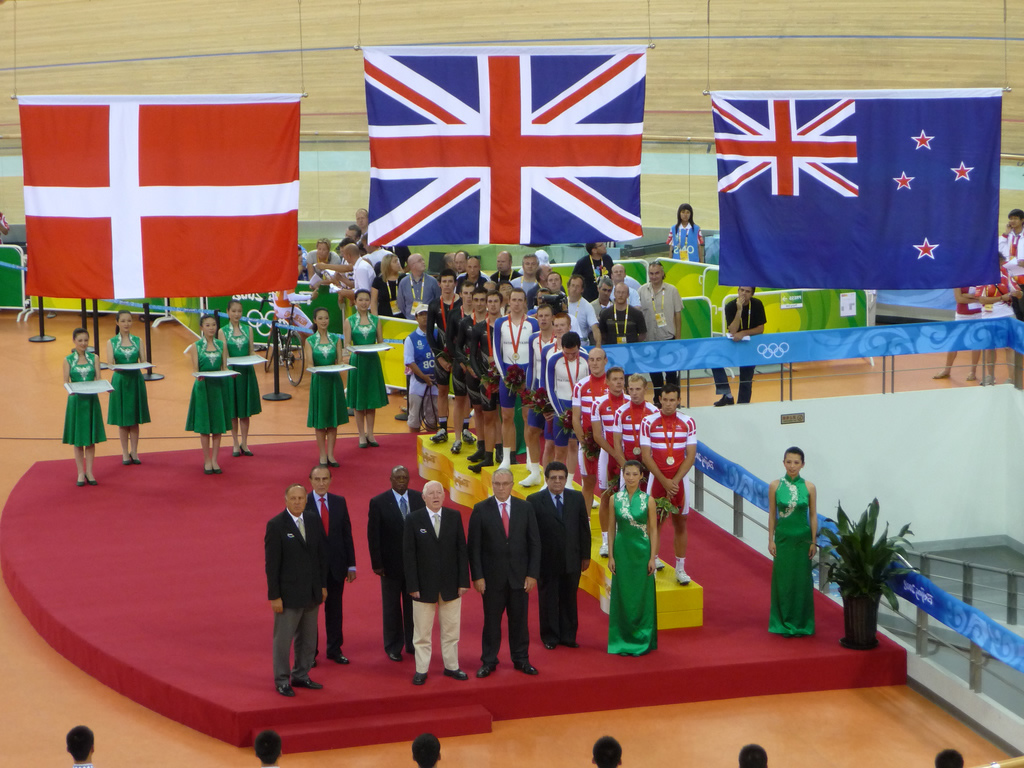
Edward Clancy recevant la médaille d'or olympique de la poursuite en 2008

Edward « Ed » Clancy, né le 12 mars 1985 à Barnsley, est un coureur cycliste britannique, actif entre 2004 et 2021. Se consacrant essentiellement à la piste, il est triple champion olympique de poursuite par équipes (2008, 2012 et 2016) et quadruple champion du monde de poursuite par équipes (2007, 2008, 2012 et 2018) avec l'équipe de Grande-Bretagne. En 2010, il est également devenu champion du monde de l'omnium.

## Biographie
Il obtient son premier résultat lors du championnat de Grande-Bretagne sur piste de 2004. Avec Mark Cavendish, il termine deuxième de l'américaine. Lors de la saison 2005, les deux coureurs font partie du programme de développement T-Mobile et rejoignent l'équipe allemande Sparkasse gérée par Heiko Salzwedel. Il est champion de Grande-Bretagne de poursuite par équipes en 2005, avec Cavendish, Steve Cummings et Geraint Thomas. En fin de saison 2006, Clancy est stagiaire au sein de l'équipe continentale professionnelle belge Landbouwkrediet-Colnago.
En 2007 et 2008, il devient double champion du monde de poursuite par équipes.
Aux Jeux olympiques de 2008 à Pékin, le quatuor britannique fait figure de favoris. Geraint Thomas, Bradley Wiggins, Paul Manning et Ed Clancy remportent l'or en poursuite par équipes devant le Danemark et la Nouvelle-Zélande. Quatre ans plus tard, à domicile, Clancy s'adjuge une deuxième médaille d'or olympique dans la poursuite par équipes et une médaille de bronze dans sur l'omnium. Entretemps, il devient champion du monde de l'omnium (2010) et pour la troisième fois champion du monde de poursuite par équipes (2012).
En 2013, il devient à Minsk vice-champion du monde de poursuite par équipes, avec Steven Burke, Sam Harrison et Andrew Tennant. L'année suivante, il gagne avec l'équipe anglaise la médaille d'argent des Jeux du Commonwealth en poursuite par équipe, puis devient pour la quatrième fois champion d'Europe de la discipline avec les Britanniques.
En 2015, toujours en poursuite par équipes, Clancy obtient la médaille d'argent aux championnats du monde sur piste. En préparation pour les Jeux olympiques de 2016 à Rio de Janeiro, Clancy souffre d'une hernie discale en octobre, peu de temps avant les championnats d'Europe sur piste 2015. Il ne peut participer aux championnats d'Europe, ni aux manches de la Coupe du monde sur piste et doit subir une opération.
Après une longue convalescence, il est de nouveau sélectionnable pour participer aux mondiaux et aux Jeux de Rio. Il décroche aux Jeux olympiques de Rio son troisième titre olympique en poursuite par équipes, avec un nouveau record du monde en 3 min 50 s 265. Le record est battu deux ans plus tard par les Australiens aux Jeux du Commonwealth 2018 en 3 min 49 s 804. Aux mondiaux 2018 à Apeldoorn, il devient pour la quatrième fois champion du monde de poursuite par équipes avec Kian Emadi, Ethan Hayter et Charlie Tanfield. L'année suivante, le quatuor Britannique décroche une médaille d'argent.
En août 2021, lors des  Jeux de Tokyo, il échoue dans sa quête d'un quatrième titre olympique en se classant septième de la poursuite par équipes. Le 4 décembre de la même année, à 36 ans, il arrête sa carrière à l'issue de la dernière manche de la Ligue des champions sur piste à Londres.

## Honneurs
Edward Clancy a été intronisé au Temple de la renommée de l'Union européenne de cyclisme.

## Palmarès sur piste

### Jeux olympiques
- Pékin 2008
  -  Champion olympique de poursuite par équipes (avec Paul Manning, Geraint Thomas et Bradley Wiggins)
- Londres 2012
  -  Champion olympique de poursuite par équipes (avec Geraint Thomas, Steven Burke, Peter Kennaugh)
  -  Médaillé de bronze de l'omnium
- Rio 2016
  -  Champion olympique de poursuite par équipes (avec Steven Burke, Owain Doull, Bradley Wiggins)
- Tokyo 2020
  - 7e de la poursuite par équipes

### Championnats du monde
- Palma de Mallorca 2007
  -  Champion du monde de poursuite par équipes (avec Bradley Wiggins, Paul Manning et Geraint Thomas)
- Manchester 2008
  -  Champion du monde de poursuite par équipes (avec Bradley Wiggins, Paul Manning et Geraint Thomas)
- Ballerup 2010
  -  Champion du monde de l'omnium
  -  Médaillé d'argent de la poursuite par équipes
- Melbourne 2012
  -  Champion du monde de poursuite par équipes (avec Steven Burke, Peter Kennaugh et Geraint Thomas)
  - 4e de l'omnium
- Minsk 2013
  -  Médaillé d'argent de la poursuite par équipes
- Cali 2014
  - 5e de l'omnium
  - 8e de la poursuite par équipes
- Saint-Quentin-en-Yvelines 2015
  -  Médaillé d'argent de la poursuite par équipes
- Londres 2016
  -  Médaillé d'argent de la poursuite par équipes
- Apeldoorn 2018
  -  Champion du monde de poursuite par équipes (avec Kian Emadi, Ethan Hayter et Charlie Tanfield)
- Pruszków 2019
  -  Médaillé d'argent de la poursuite par équipes
- Berlin 2020
  - 5e de la poursuite par équipes

### Coupe du monde
- 2004-2005 
  - 2e de la poursuite individuelle à Sydney
- 2005-2006 
  - 2e de la poursuite par équipes à Sydney
- 2006-2007
  - 1er de la poursuite par équipes à Moscou (avec Paul Manning, Christopher Newton, Geraint Thomas)
  - 1er de la poursuite par équipes à Manchester (avec Robert Hayles, Paul Manning, Bradley Wiggins)
  - 3e de la poursuite par équipes à Sydney
- 2007-2008 
  - 1er de la poursuite par équipes à Sydney (avec Steve Cummings, Christopher Newton, Bradley Wiggins)
  - 1er de la poursuite par équipes à Pékin (avec Steve Cummings, Geraint Thomas, Paul Manning)
  - 1er de la poursuite par équipes à Copenhague (avec Steven Burke, Paul Manning, Geraint Thomas)
- 2008-2009 
  - 1er de la poursuite individuelle à Manchester
  - 1er de la poursuite par équipes à Manchester  (avec Robert Hayles, Steven Burke, Geraint Thomas)
  - 1er de la poursuite par équipes à Copenhague (avec Steven Burke, Chris Newton, Peter Kennaugh)
- 2009-2010 
  - 1er de la poursuite par équipes à Manchester (avec Andrew Tennant, Steven Burke, Geraint Thomas)
  - 2e de la poursuite par équipes à Melbourne
- 2010-2011
  - 1er de l'omnium à Cali
  - 1er de la poursuite par équipes à Manchester (avec Bradley Wiggins, Steven Burke, Geraint Thomas)
  - 3e de l'omnium à Melbourne
  - 3e de la poursuite par équipes à Melbourne
- 2012-2013
  - 2e de la vitesse par équipes à Glasgow
- 2013-2014
  - 1er de la poursuite par équipes à Manchester (avec Owain Doull, Steven Burke, Andrew Tennant)
- 2017-2018
  - 1er de la poursuite par équipes à Manchester (avec Oliver Wood, Steven Burke, Kian Emadi-Coffin)
- 2018-2019
  - 2e de la poursuite par équipes à Saint-Quentin-en-Yvelines
  - 3e de la poursuite par équipes à Milton

### Jeux du Commonwealth
- Glasgow 2014
  -  Médaillé d'argent de la poursuite par équipes

### Championnats d'Europe
| Édition / Épreuve | Poursuite par équipes                | Scratch | Omnium |
| Pruszków 2010     | Or (avec Burke, Queally et Tennant)  |         |        |
| Apeldoorn 2011    | Or (avec Burke, Kennaugh et Tennant) |         | Or     |
| Apeldoorn 2013    | Or (avec Burke, Doull et Tennant)    |         |        |
| Baie-Mahault 2014 | Or (avec Tennant, Doull et Dibben)   | Bronze  |        |
| Apeldoorn 2019    | Bronze                               |         |        |

### Championnats de Grande-Bretagne
- 2003
  -  Champion de Grande-Bretagne de poursuite juniors
  -  Champion de Grande-Bretagne de course aux points juniors
- 2004
  - 2e de l'américaine (avec Mark Cavendish)
- 2005
  -  Champion de Grande-Bretagne de poursuite par équipes (avec Mark Cavendish, Steve Cummings et Geraint Thomas)
- 2006
  -  Champion de Grande-Bretagne de poursuite par équipes (avec Paul Manning, Steve Cummings et Christopher Newton)
- 2007
  - 2e du kilomètre
- 2013
  -  Champion de Grande-Bretagne de poursuite
  -  Champion de Grande-Bretagne de course aux points

## Palmarès sur route

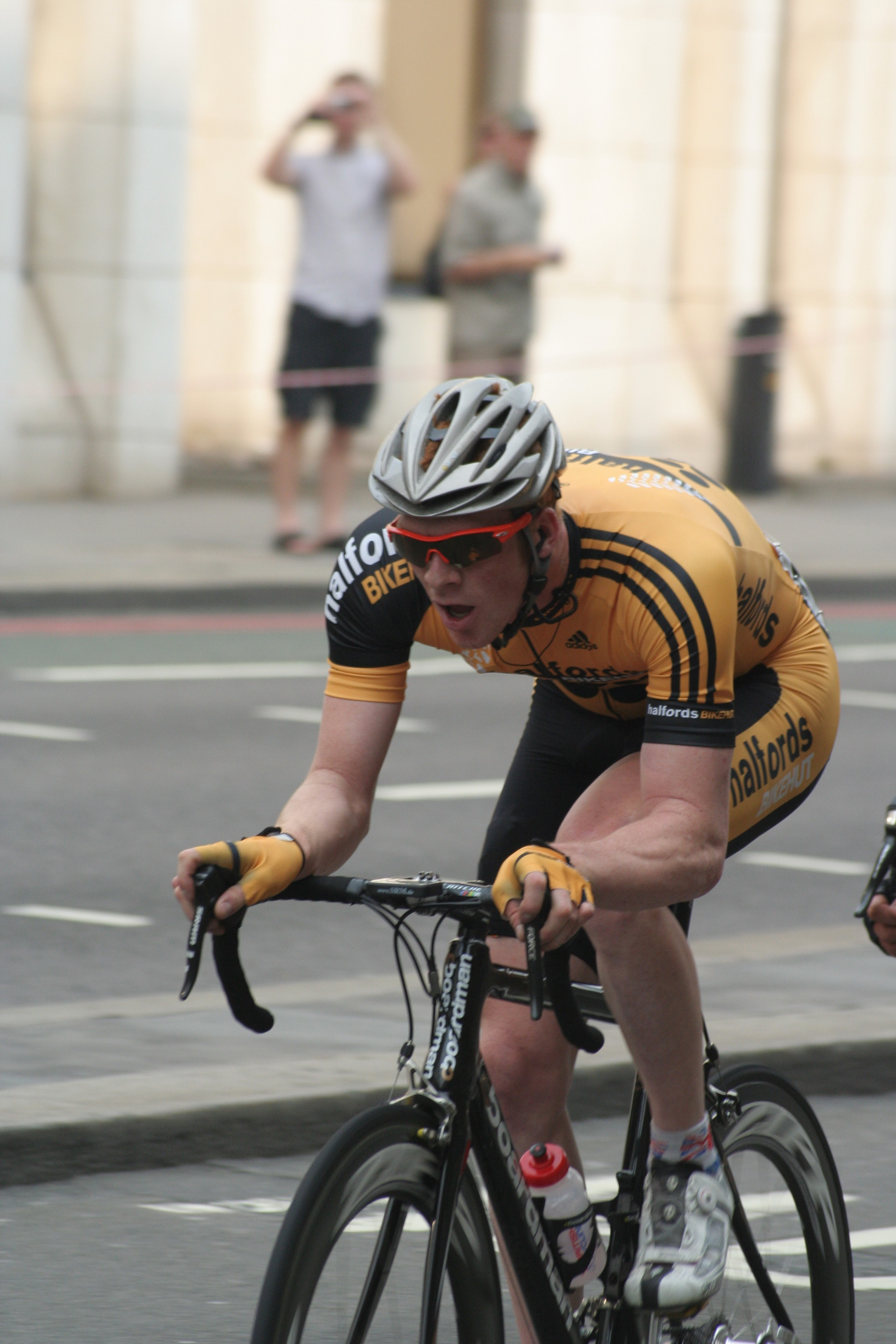
Edward Clancy lors du Tour de Grande-Bretagne 2009.

### Par années
- 2005
  - 2e étape du Tour de Berlin
- 2007
  - 2e de l'Otley Grand Prix
- 2009
  - Eddie Soens Memorial
- 2010
  - Beverley Grand Prix
  - 3e du Colne Grand Prix
- 2011
  - 5e étape du Tour de Corée
  - Colne Grand Prix
- 2013
  - Eddie Soens Memorial
  - Colne Grand Prix
- 2014
  - 2e de l'Otley Grand Prix
- 2017
  - Eddie Soens Memorial
- 2018
  - Prologue du Herald Sun Tour
  - 3e de l'Eddie Soens Memorial

### Classements mondiaux
| Année           | 2005 | 2006 | 2007 | 2008 | 2009 | 2010   | 2011   |
| --------------- | ---- | ---- | ---- | ---- | ---- | ------ | ------ |
| UCI Asia Tour   |      |      |      |      |      |        | 160e   |
| UCI Europe Tour | 603e |      |      |      |      | 1 064e | 1 264e |

## Distinctions
- UEC Hall of Fame[7]